# Congiopodidae

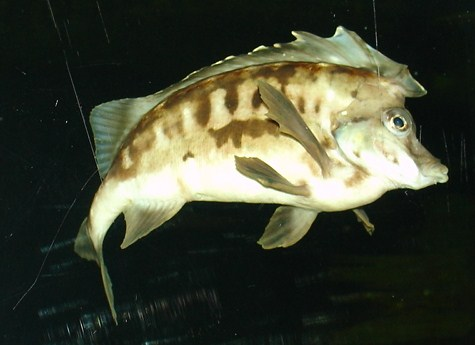
Congiopodus leucopaecilus.

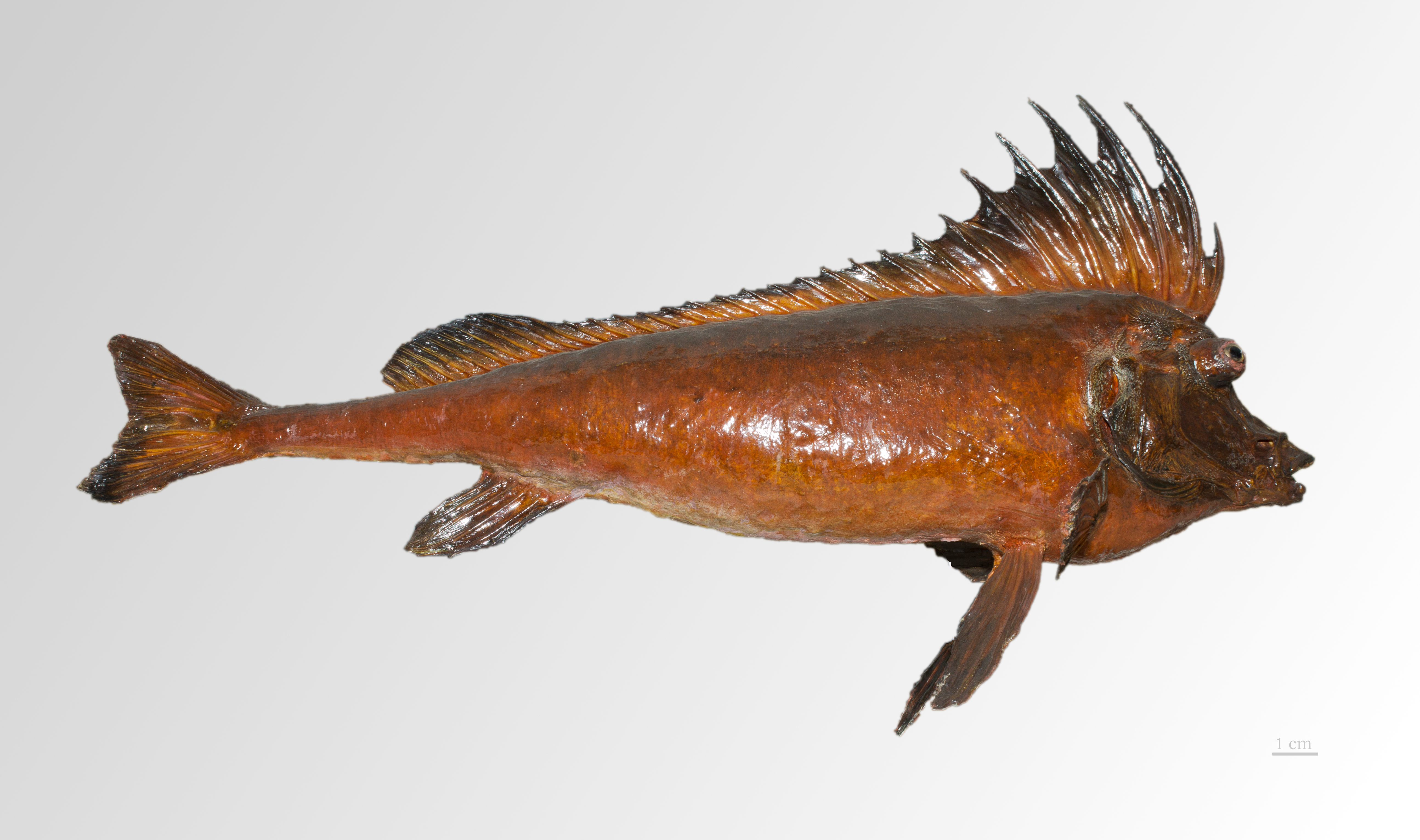
Agriopus torvus.

Los caciques son la familia Congiopodidae de peces marinos incluida en el orden Scorpaeniformes, distribuidos por todo el hemisferio sur. Su nombre procede del griego: kogchion (diminutivo de concha) + pous (pie).

## Morfología
Tienen el cuerpo sin escamas, a veces cubierto por una mucosa granulada, con una longitud máxima descrita de 80 cm; en la cabeza tienen con un hocico relativamente largo, una fosa nasal a cada lado y unas branquias con una apertura muy pequeña y localizada encima de la base de la aleta pectoral. Suelen tener una línea lateral bien desarrollada y aletas dorsales con numerosas espinas.

## Hábitat y modo de vida
Las especies de esta familia tienden a ser bentónicas, viviendo hasta los 500 m de profundidad.

## Géneros y especies
Existen ocho especies agrupadas en tres géneros:
- Género Alertichthys (Moreland, 1960)
  - Alertichthys blacki (Moreland, 1960)
- Género Congiopodus (Perry, 1811)
  - Congiopodus coriaceus (Paulin y Moreland, 1979)
  - Congiopodus kieneri (Sauvage, 1878)
  - Congiopodus leucopaecilus (Richardson, 1846)
  - Congiopodus peruvianus (Cuvier, 1829) - Chancho, Pez chancho, Chanchito o Cacique.
  - Congiopodus spinifer (Smith, 1839) - Cacique erizado.
  - Congiopodus torvus (Gronow, 1772) - Cacique liso.
- Género Zanclorhynchus (Günther, 1880)
  - Zanclorhynchus spinifer (Günther, 1880) - Cacique antártico.